# Tobias Borg
Tobias Carl Peter Borg (Södertälje, Suecia, 2 de noviembre de 1993) es un jugador sueco de baloncesto. Su posición es la de escolta, y actualmente forma parte de la plantilla del Palencia Baloncesto de la LEB Oro.

## Carrera deportiva
Tras jugar en el Södertälje Kings durante 4 temporadas, la última temporada de ellas promedió un total de 9 puntos, 1,3 rebotes y 1,7 asistencias por partido.  
En el año 2014, tras pasar por todas las categorías inferiores, debuta con la selección sueca, siendo un fijo en las convocatorias hasta la actualidad. 
Ese mismo año, ficha por Bilbao Basket de Liga ACB, donde militará hasta la temporada 2016-2017, disputando 81 encuentros y promediando 3,1 puntos, 0,9 rebotes y 0,9 asistencias en 12 minutos por partido.
Para la temporada 2017-2018, regresa al Södertälje Kings, donde logra unos destacados números: 11,5 puntos,2,7 rebotes y 3,1 asistencias por partido.En el equipo sueco estará hasta el 31 de enero de 2018, cuando ficha por LENOVO Tenerife.
El 27 de agosto de 2021, firma por el Krepšinio klubas Prienai de la Lietuvos Krepšinio Lyga.
El 9 de septiembre de 2021, firma por el Lenovo Tenerife de la Liga Endesa.
El 10 de julio de 2022, firma por el Morabanc Andorra de la LEB Oro.
El 9 de julio de 2024, firma por el Palencia Baloncesto de la LEB Oro.

## Clubs
- Talje BK (Suecia) (2009-2010)
- Södertälje Kings (2010-2014)
- Bilbao Basket (2014-2017)
- Södertälje Kings (2017-2018)
- Iberostar Tenerife (2018)
- Real Betis Energía Plus (2018-2021)
- Krepšinio klubas Prienai (2021)
- Lenovo Tenerife (2021-2022)
- Morabanc Andorra (2022-2024)
- Palencia Baloncesto (2024- )

## Palmarés
- Suecia. Copa Báltica, en Tallin 2010 (Estonia). Campeón
- Suecia. Europeo Sub-18 División B, en Varna 2011 (Bulgaria). Bronce
- Södertälje Kings (Suecia). Campeón de Liga 2013 y 2014.